# ألجيستو لورينزاتو
ألجيستو لورينزاتو (بالبرتغالية: Algisto Lorenzato‏) (مواليد 20 مايو 1910) هو لاعب كرة قدم. يلعب مع منتخب البرازيل لكرة القدم. سبق له أن لعب في كأس العالم لكرة القدم مع منتخب بلاده.

## روابط خارجية
- ألجيستو لورينزاتو على موقع الاتحاد الدولي (مؤرشف)  (الإنجليزية)
- ألجيستو لورينزاتو على موقع قاعدة بيانات كرة القدم.إي يو (الإنجليزية)
- ألجيستو لورينزاتو على موقع ناشيونال فوتبول تيمز (الإنجليزية)
- ألجيستو لورينزاتو على موقع Soccerway.com (الإنجليزية)
- ألجيستو لورينزاتو على موقع عالم كرة القدم.نت (الإنجليزية)